# Hampsonodes dislocata
Hampsonodes dislocata là một loài bướm đêm trong họ Noctuidae.